# Stegea salutalis
Stegea salutalis là một loài bướm đêm trong họ Crambidae.